# Donnerskirchen

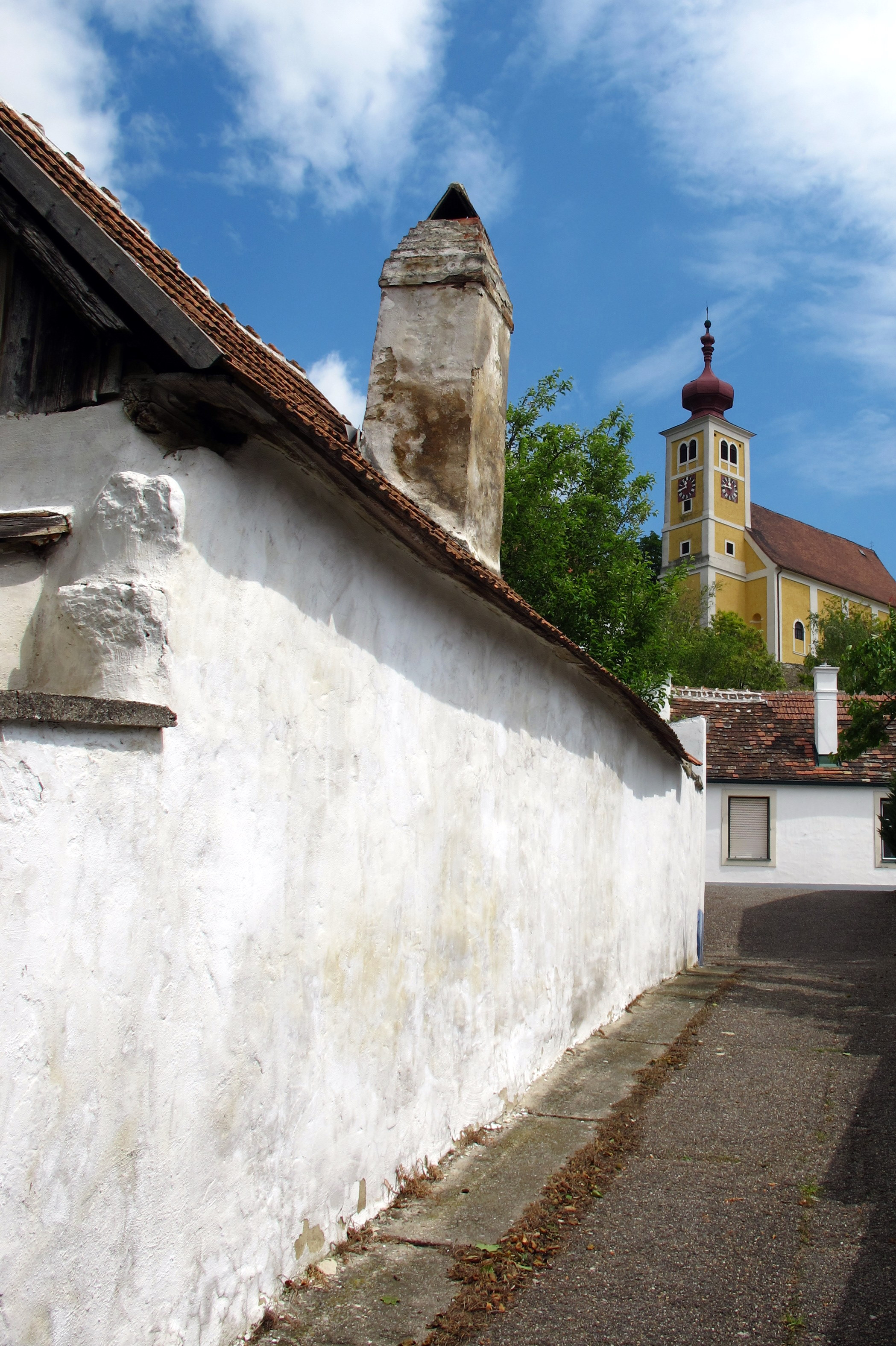

Donnerskirchen is een gemeente in de Oostenrijkse deelstaat Burgenland, gelegen in het district Eisenstadt-Umgebung (EU). De gemeente heeft ongeveer 1600 inwoners.

## Geografie
Donnerskirchen heeft een oppervlakte van 33,9 km². Het ligt in het uiterste oosten van het land.
Donnerskirchen ligt aan de voet van de uitlopers van het Leithagebergte. De puszta begint eigenlijk hier tot ver in Hongarije, waar ze de Kis-Puszta (Kleine-Poesta) heet. Donnerskirchen is een van de vele wijndorpen in Burgenland.
Breitenbrunn am Neusiedler See · Donnerskirchen · Großhöflein · Hornstein · Klingenbach · Leithaprodersdorf · Loretto · Mörbisch am See · Müllendorf · Neufeld an der Leitha · Oggau am Neusiedler See · Oslip · Purbach am Neusiedler See · Sankt Margarethen im Burgenland · Schützen am Gebirge · Siegendorf · Steinbrunn · Stotzing · Trausdorf an der Wulka · Wimpassing an der Leitha · Wulkaprodersdorf · Zagersdorf · Zillingtal
- Gemeinsame Normdatei: 4798880-0
- MusicBrainz: 47996e0d-0b3b-4a7a-b1a8-3a59a90e0b9b
- Nationale Bibliotheek van Israël: 987011252652405171
- Virtual International Authority File: 243210276